# Église Saint-Constantin-et-Sainte-Hélène de Marioupol
Pour les articles homonymes, voir Église Saint-Constantin-et-Sainte-Hélène.
L'église Saint-Constantin-et-Sainte-Hélène de Marioupol était une église de style russo-byzantin située au cœur de la ville de Marioupol située en Ukraine. L'église portait les noms de l'empereur Constantin et de sa mère Hélène. L'architecte Victor Nilsen a conçu et construit cette église.  Construite entre 1903 et 1911, elle fut détruite en 1934 et a aujourd’hui entièrement disparu,,,.

## En images

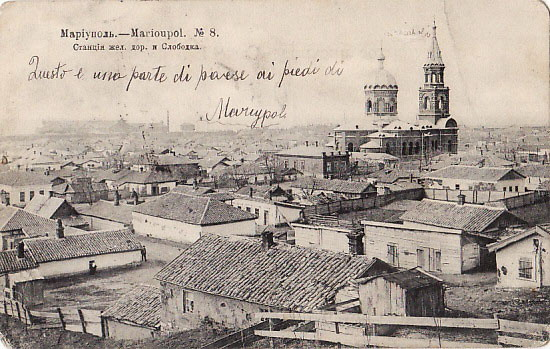
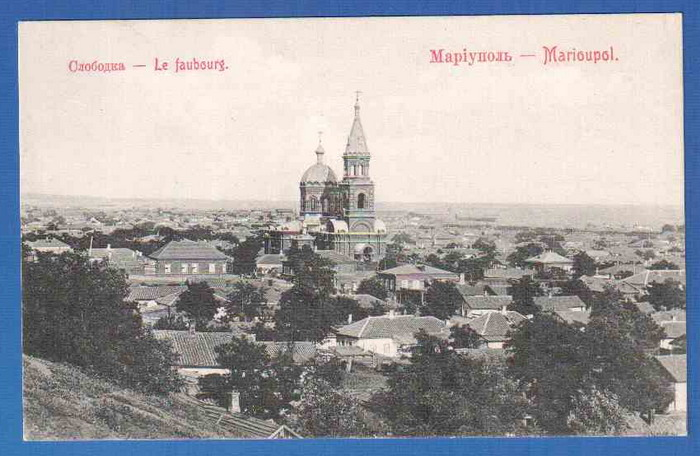